# Etilmorfină
Etilmorfina (denumită și dionină sau codetilină) este un opioid semi-sintetic derivat de morfină, utilizat ca analgezic și antitusiv.